# Storożowe
Storożowe (ukr. Сторожове) – wieś na Ukrainie, w obwodzie połtawskim, w rejonie połtawskim, w hromadzie Czutowe. W 2001 liczyła 517 mieszkańców, spośród których 499 wskazało jako ojczysty język ukraiński, 17 rosyjski, a 1 mołdawski.